# Пондишери
Пондишери је град у Индији у територији Пондишери. Према незваничним резултатима пописа 2011. у граду је живело 241.773 становника.

## Становништво
Према незваничним резултатима пописа, у граду је 2011. живело 241.773 становника.
| 1991.   | 2001.   | 2011.   |
| ------- | ------- | ------- |
| 203.065 | 220.865 | 241.773 |